# Georges Wanis
 (janvier 2019).
Si vous disposez d'ouvrages ou d'articles de référence ou si vous connaissez des sites web de qualité traitant du thème abordé ici, merci de compléter l'article en donnant les références utiles à sa vérifiabilité et en les liant à la section « Notes et références ».
Georges Wanis El Nikheily, né au Caire (Égypte), de père égyptien et de mère italienne, est chanteur d'opéra (ténor).

## Formation générale
Après son baccalauréat, au Collège des Jésuites de La Sainte Famille du Caire, Georges Wanis obtient un brevet de français commercial et économique de la Chambre de Commerce et d'Industrie de Paris pour les langues française et arabe. En 1991, il obtient aussi un certificat de traduction du Centre Culturel Français au Caire. Il poursuit ses études linguistiques jusqu'à sa licence de littérature française, Université d’Ain Shams, Le Caire, 1994.

## Formation musicale
- 1991 - 1995 : Étudie le chant au conservatoire du Caire avec Mme Violette Makar
- 1995 : Certificat "Grade 5 Theory of Music" attribué par "The Associated Board of The Royal Schools of Music"
- 1995 - 1999 : Étudie le chant à l'École Normale de Musique de Paris avec Mme Caroline Dumas de l’Opéra de Paris
- 1995 - 1996 : Premier nommé en Brevet d’Exécution (chant) et certificat de déchiffrage, polyphonie et histoire de la musique.
- 1996 - 1997 : Troisième au classement en Diplôme d’Exécution et obtient la deuxième division en histoire de la musique ainsi qu’en analyse musicale avec M. Narcis Bonet.
- 1997 - 1998 : Premier nommé à l'unanimité avec les félicitations spéciales du jury en Diplôme Supérieur d’Exécution. Il obtient aussi la troisième division à l’unanimité en mise en scène avec M. Michel Roux et M. Michel Hamel.
- 1998 - 1999 : Diplôme supérieur de Concertiste à l'unanimité du jury.
- 1999 – 2000 : Il obtient un 1er prix à l'unanimité avec Félicitations du jury en classe supérieur de chant au conservatoire de Gennevilliers

## Expérience professionnelle
- Il joint la troupe de l’Opéra du Caire en 1992 jusqu'en 1995. Il y retourne souvent pour diverses prestations.
- Il a participé à l'opéra Aïda de G. Verdi à Louxor, 1994

Il a chanté des premiers rôles tels que :
- - "Ernesto" dans Don Pasquale de G. Donizetti

- - "Don Ottavio" dans Don Giovanni de W.A. Mozart

- - "Tamino" dans La Flûte Enchantée de W.A. Mozart

- - "Camille" dans La Veuve Joyeuse de F. Lehàr

- - "Nadir" dans les Pêcheurs de Perles de G. Bizet

- - "Alfredo" dans La Traviata de G. Verdi

- - "Faust" rôle-titre de C. Gounod

- - "Belmonte" dans l'Enlèvement au Sérail de W.A. Mozart

- - "Nemorino" dans L'elisir d'amore de G. Donizetti

- - "Nicias" dans Thaïs de J. Massenet

- - "Florville" dans Il Signor Bruschino de G. Rossini

- -"Le Duc de Mantoue" dans Rigoletto de G. verdi
- -"Satyavan" dans Savitri de G. Holst
- -"Conte Alberto" dans L'occasione fa il ladro de G. Rossini
- -"Ibn Sina" rôle-titre de Michiel Borstlap (création mondiale)

- -"Paris" dans La Belle Hélène de J. Offenbach

- - "Radames" dans Aida de G. Verdi[1]

- - "Orphée" dans Orphée é Euridice  de C. W. Gluck

- - "Manrico" dans Il Trovatore de G. Verdi

- - "Barbe-Bleue" rôle-titre de J. Offenbach

- - "Mario Cavaradossi" dans Tosca de Puccini

- - "Samson" dans Samson & Dalila se Saint-Saens

- - "Orfée" dans Orfée et Eurydice de   Christophe Wilibald Gluck

Il a interprété plusieurs oratorios, lieder et mélodies françaises tels que:
- - "The Messiah" - G.F. Hændel
- - "Magnificat" - J.S. Bach
- - Cantates No.4,12,29, 249 - J.S. Bach
- - "Öster Oratorium" - J.S. Bach
- - "Minnespiel" op.101 - R. Schumann
- - "Spanisches Liederspiel" op. 71 - R. Schumann
- - "Les Nuits d'Été" - H. Berlioz

- - Messe de Requiem – F. Von Suppé

- - Messe dr Requiem – R. Schumann

- - Messe de Requiem - G. Verdi
- - Messe de Requiem - W.A. Mozart

- - Messe en Ut mineur – W.A. Mozart

- -Messe de Requiem de D. Cimarosa
- - Oratorio de Noël - C. Saint-Saëns

- "Davide Penitente" - W. A. Mozart
- "Die Sieben Worte Jesu Christi am Kreuz - H. Schütz
- - "Le Roi David" - A. Honneger

- - "Le Désert" - F. David

- - "Testo" – Le Combat de Tancrède et Clorinde de C. Monteverdi

- - "Lauda Sion" - F. Mendelssohn
- - "Petite Messe Solennelle" - G. Rossini

- - Motets "Domine non Secundum" - C. Franck

- - Cantique de Jean Racine – Mel Bonis

- - Stabat Mater – Schubert
- - 9e symphonie - Beethoven

Il a participé au festival de la Citadelle au Caire en 1997, au festival de Morella en Espagne en
1998 et au festival Automne Musicale à Côme en 1999 & 2001 et au festival de Bruges en 2001.
Également au festival de Saint-Céré.
Il a participé en juin 2008 à l'occasion de l'Euro 2008 au Gala Giuseppe VERDI sur la grande scène de la Fan Zone, Plainpalais, Genève
Plusieurs concerts à Paris : La Bibliothèque nationale, Salle Cortot, Espace Cardin, Théâtre de l'Athénée, UNESCO, grand amphithéâtre de La Sorbonne, Salle Gaveau etc.
Son répertoire s'étend de la musique ancienne à la musique contemporaine et de l'opéra à l'oratorio, le lied et la mélodie française. Sa carrière internationale de ténor le mène à chanter en France, Espagne, Belgique, Pays-Bas, Italie, Portugal, Suisse, Allemagne, Égypte, Maroc, Algérie, Chypre, République dominicaine, Bahrain, Qatar etc. 
Il a côtoyé sur les scènes Alain Fondary, Bonaldo Giaiotti, Giuseppe Giacomini, Wilhelmina, Bruna Baglioni, Aldo Ciccolini (pianiste), Vittorio Rossi (metteur en scène) Michel Piquemal (Chef d'orchestre)…

## Autres
- Outre ses activités de ténor et de soliste, Georges Wanis consacre beaucoup de temps à l'enseignement. Il organise, entre autres, une classe de maître deux fois par an en Égypte. 
- Il est quadrilingue : français, anglais, italien et arabe. 
- Il assure la direction de plusieurs chorales. 
- Il est représentant et parrain de l'orchestre Al Nour Wal Amal, orchestre unique au monde, composé de femmes égyptiennes aveugles. 
Il s'est impliqué aussi comme bénévole dans l'encadrement de jeunes dans le cadre d'activités sociales en Haute-Égypte ou dans plusieurs galas pour des actions de bienfaisance (Association de la Haute-Égypte, Maisons de convalescence, Maisons de retraite etc.).
- Il est parrain de l'orchestre Al Nour Wal Amal. Orchestre unique au monde composé exclusivement de femmes aveugles ou mal voyantes. Il les soutient activement et œuvre à leur promotion. 
  - Un extraordinaire Orphée.